# Rada Wykonawcza Unii Afrykańskiej
Rada Wykonawcza – organ Unii Afrykańskiej, zasiadają w nim ministrowie spraw zagranicznych lub innych resortów. Monitoruje wykonywanie postanowień Zgromadzenia Unii. Wybiera członków Komisji UA do mianowania przez Zgromadzenie. Przedstawia Zgromadzeniu zalecenia dotyczące struktury i funkcji Komisji UA. Decyzje zależnie od tematu obrad są podejmowane jednomyślnie, większością kwalifikowaną 2/3 głosów lub większością zwykłą. Odbywają się przynajmniej dwa spotkania w ciągu roku.